# Сабаоани (Њамц)
Сабаоани (рум. Săbăoani) насеље је у Румунији у округу Њамц у општини Сабаоани. Oпштина се налази на надморској висини од 223 m.

## Становништво
Према подацима из 2002. године у насељу је живело 10301 становника, од којих су сви румунске националности.

### Хронологија
| Година       | 1992  | 1993  | 1994  | 1995  | 1996  | 1997  | 1998  | 1999  | 2000  | 2001  | 2002  | 2003  | 2004  | 2005  | 2006  | 2007  | 2008  | 2009  | 2010  | 2011  | 2012  | 2013  | 2014  | 2015  | 2016  | 2017  |
| ------------ | ----- | ----- | ----- | ----- | ----- | ----- | ----- | ----- | ----- | ----- | ----- | ----- | ----- | ----- | ----- | ----- | ----- | ----- | ----- | ----- | ----- | ----- | ----- | ----- | ----- | ----- |
| Становништво | 11938 | 11927 | 12020 | 12043 | 12027 | 12021 | 12051 | 12024 | 12055 | 12049 | 11990 | 11978 | 11950 | 11921 | 11926 | 11920 | 11930 | 11918 | 11927 | 11917 | 11877 | 11876 | 11864 | 11859 | 11909 | 11932 |